# Granate 38HL

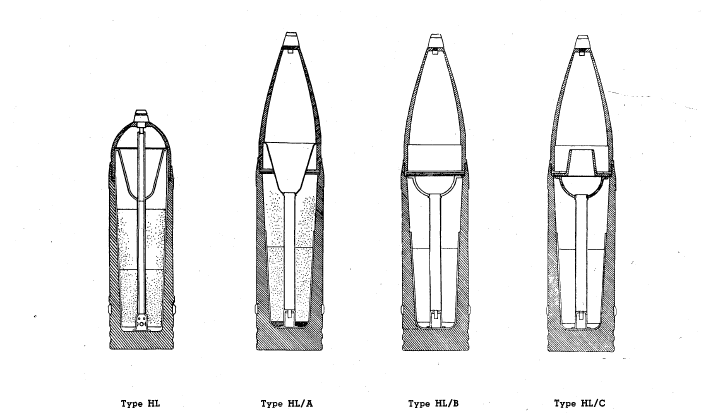
Gr. 38HL v. l. n. r.:
- Typ HL – Grundausführung
- mit Hohlladung – Typ HL/A
- mit Hohlladung – Typ HL/B
- mit Hohlladung – Typ HL/C

Die Granate 1938 Hohl-Ladung (kurz Gr. 38HL oder Gran. 38HL) war eine deutsche Standardgranate, die im Zweiten Weltkrieg eingesetzt wurde. 
Neben der PzGr. 39 und PzGr. 40 gehörte sie zu den am häufigsten verwendeten panzerbrechenden Granaten im direkten Feuerkampf gegen gepanzerte Gefechtsfahrzeuge und wurde vornehmlich als Granatpatrone aus Kampfwagenkanonen (KwK) verschossen. Bis Kriegsende kam es mehrfach zu Änderungen, wobei neben der Grundausführung jeweils die Typen HL/A, HL/B und HL/C realisiert wurden.
Die Produktion der 7,5 cm Granatpatrone 38 HL wurde am 12. Dezember 1941 von Adolf Hitler angeordnet, die Truppe wurde damit ab Januar 1942 versorgt. Ab September 1942 war die Version HL/B verfügbar.

## Aufbau und Wirkung
Die panzerbrechende Wirkung dieser Granate mit Hohlladung beruhte auf der Kumulation der Sprengkraft. Die Kumulation wurde durch eine kegelförmig (oder sphärisch) mit einer Metallschicht ausgekleideten Ausnehmung (Kumulationstrichter) erreicht, die sich an der Stirnseite der Sprengladung befand. Bei der Detonation der Sprengladung, die durch den Aufschlagzünder so eingeleitet wurde, dass sie zur Stirnseite der Ladung hin verlief, wurde die frei werdende Energie zum Teil in kinetische Energie umgewandelt, wobei der Gasstrahl an seiner Spitze eine Geschwindigkeit von ca. 104 ms−1 erreichte und kraft seiner hohen Energie die Panzerung des Ziels durchschlug. Da die Durchschlagskraft des Strahls umgekehrt proportional zur Rotationsgeschwindigkeit der Granate ist, nahm die Wirksamkeit dieser Granaten beim Verschuss aus Langrohr-Waffensystemen mit hohen Mündungsgeschwindigkeiten, wegen der hohen Winkelbeschleunigung des Projektils, deutlich ab. Deshalb wurden hier der PzGr. 39 und PzGr. 40 Vorzug eingeräumt.

## Einsatz in verschiedenen Waffensystemen
Die Granate war speziell für die Bekämpfung gepanzerter Gefechtsfahrzeuge ausgelegt und wurde bis Kriegsende immer weiter verbessert und modifiziert. Als Standardprojektil wurde sie, neben der 75-mm-Ausführung, auch im Kaliber 88 mm, unter der Bezeichnung Gr. 39HL gefertigt, die im Panzerkampfwagen VI Tiger verschossen werden konnten. Die nachstehende Übersicht zeigt waffenbezogen die Durchschlagsleistung dieses Projektils im Vergleich zu anderen panzerbrechenden Granattypen.
| Waffensystem            | Waffensystem | Granate    | Entfernung … / Durchschlagswert … | Entfernung … / Durchschlagswert … | Entfernung … / Durchschlagswert … | Entfernung … / Durchschlagswert … | Entfernung … / Durchschlagswert … |
| ----------------------- | ------------ | ---------- | --------------------------------- | --------------------------------- | --------------------------------- | --------------------------------- | --------------------------------- |
| Kanone                  | Kaliberlänge | Granate    | 100 m                             | 500 m                             | 1000 m                            | 1500 m                            | 2000 m                            |
| 7,5-cm-KwK 37 (Stummel) | L/24         | PzGr. 39   | 41 mm                             | 39 mm                             | 35 mm                             | 33 mm                             | 30 mm                             |
| 7,5-cm-KwK 37 (Stummel) | L/24         | Gr. 38HL   | 100 mm                            | 100 mm                            | 100 mm                            | 100 mm                            | –                                 |
| 7,5-cm-PaK 40           | L/46         | PzGr. 39   | –                                 | 104 mm                            | 89 mm                             | –                                 | –                                 |
| 7,5-cm-PaK 40           | L/46         | PzGr. 40   | –                                 | 115 mm                            | 96 mm                             | –                                 | –                                 |
| 7,5-cm-PaK 40           | L/46         | Gr. 38HL/B | –                                 | 75 mm                             | 75 mm                             | –                                 | –                                 |
| 8,8-cm-KwK 36           | L/56         | PzGr. 39   | 120 mm                            | 110 mm                            | 100 mm                            | 91 mm                             | 84 mm                             |
| 8,8-cm-KwK 36           | L/56         | PzGr. 40   | 171 mm                            | 156 mm                            | 138 mm                            | 123 mm                            | 110 mm                            |
| 8,8-cm-KwK 36           | L/56         | Gr. 39HL   | 90 mm                             | 90 mm                             | 90 mm                             | 90 mm                             | 90 mm                             |
| 8,8-cm-KwK 36           | L/56         | Gr. 39HL   | 100 %1                            | 100 %1                            | 99 %1                             | 91 %1                             | 89 %1                             |

Erläuterungen
- Wahrscheinlichkeitswert (1–100)%1: Versuchsweise erreichte Eindringtiefe, Zielfläche 2,5 m × 2,9 m
- Mittlere Durchschlagskraft gegen homogene, gewalzte Panzerstahlplatten bei einem Auftreffwinkel von 30° zur Vertikalen des Panzerfahrzeugs.